# Vicente Pantoja Galán
Vicente Pantoja Galán (¿?-Oviedo, 5 de mayo de 1722) fue un compositor y maestro de capilla español.

## Vida
Se desconoce el origen o la formación de Vicente Pantoja Galán.
Las primeras noticias que se tienen del maestro son de sus oposiciones para el cargo de maestro de capilla en la Catedral de Oviedo. En ese momento Pantoja era maestro de capilla en la Catedral de Ciudad Rodrigo. Desgraciadamente no se conservan las actas capitulares de Ciudad Rodrigo, por lo que no se han conservado noticias concretas de su servicio.
El magisterio en la Catedral de Oviedo lo consiguió ganando unas oposiciones en las que se enfrentó a otros tres maestros. Su magisterio ovetense se extendería cuarenta y dos años, de 1680 a 1722, lo que le permitió reformar la capilla de música. Amplió el conjunto instrumental, introduciendo el uso de instrumentos de arco, violón y violín. Debió de trabajar a satisfacción del cabildo, ya que recibió numerosas felicitaciones del cabildo.

Primeramente entró en este Cabildo D. Vicente Pantoja, Maestro de Capilla, hizo relación del papel que tenían hecho y firmado los músicos de la capilla para asistir a las reuniones que se ofrecieren con este nombre de Capilla en que ahora se hallaban desconvenientes, por entrometerse algunos por llamar particulares para las funciones sin intervención del Maestro. Y conferenciando por todos, acordó el Cabildo que dicho Maestro Capilla gobierne por entero estas funciones sin entrometerse otro alguno en llamar para ellas. Y las personas que lo hubieren de hacer, o alguna de ellas hable con dicho Maestro Capilla con quien comunicará la parte que ha de hacer dichas funciones, para que se nombren los que parecieren convenientes y [...] que prevengamos a decho maestro Capilla que en esta conformidad lo ejecute sin dar lugar a que músico alguno se entrometa [...] estando como debe de estar esta incumbencia al cuidado de dicho Maestro Capilla.
Actas capitulares de la Catedral de Oviedo, 23 de julio de 1715

Pantoja tuvo una hija, Eulalia Pantoja, se casó con Custodio Agullón, un corneta procedente de Astorga. Eulalia y Custodio tuvieron cuatro hijos, entre ellos, Manuel Agullón y Pantoja, que se convertiría en maestro de capilla de la Catedral de Zamora.
En 1694 Pantoja se ofreció al cabildo de la Catedral de Salamanca: «se ofrece a venir con la d[ic]ha ocup[aci]ón a esta S[ant]a Yglesia». Parece ser que entre los maestros de capilla se había extendido el rumor de que Francisco Zubieta, el maestro de Salamanca, estaba a disgusto con su cargo, lo que al parecer no era falso. Diversos maestros se interesaron por el cargo, entre ellos Pantoja. El magisterio de Salamanca era uno de los cargos más codiciados en España, ya que se podía combinar con la cátedra de música de la Universidad de Salamanca. El cabildo salmantino no respondió a Pantoja ya que por una parte la partida de Zubieta no era segura y por otra, el salario de Pantoja en Oviedo era superior al sueldo en Salamanca: «refiere que en Ouiedo tiene más de 80 Rs de renta y es más que lo de acá». Finalmente se organizarían unas oposiciones en 1694, en las que Pantoja se enfrentó a los maestros Tomás Micieces, maestro de la Catedral de Zaragoza, y Vicente Ambiela, de Daroca. Ganaría Micieces, que ocupó el cargo ese mismo año.
Desde el 1 de febrero de 1717 el contralto Zumárraga sustituía al maestro Pantoja en la enseñanza, «por sus muchos años y achaques», a petición del mismo maestro. Falleció en el cargo en Oviedo, el 5 de mayo de 1722.

D. Vicente Pantoja.
A doce de mayo del año de mil setecientos y veinte y dos años se murió D. Vicente Pantoja, Mtrº de Capilla de la Stª Catedral de esta Ciudad. Recibió los Santos Sacramentos. Hizo testamento o memoria simple ante D. Francisco Fdez Morán Presbítero Theniente de Cura de esta Parrª, que solo se redujo a declaración de deudas que tenía y elección de sepultura en la Catedral y lo firmó.
(Fdo.) Lidº D. Manuel Garª Herrera. (Rdº)
Partida de defunción, Archivo Parroquial de San Tirso el Real de la Ciudad de Oviedo

## Obra
No se conservan composiciones del maestro Pantoja, a pesar de que un catálogo publicado por Rafael Arias menciona más de 100 obras, todas polifónicas de acuerdo con el gusto imperante en la época.